# النسويات من أجل الحياة
النسويات من أجل الحياة (FFL) هي منظمة غير حكومية نسائية غير ربحية مؤيدة للحياة. تأسست المنظمة في عام 1972، وتقع الآن في الإسكندرية، فيرجينيا، وتصف نفسها بأنها «تشكل القيم النسوية الأساسية للعدالة، وعدم التمييز، واللاعنف». وتكرس المنظمة نفسها «للقضاء بشكل منهجي على الأسباب الجذرية التي تدفع النساء إلى الإجهاض علاج النقص الفادح في الموارد العملية والدعم، من خلال حلول شاملة تركز على المرأة». تنشر المنظمة مجلة فصلية بعنوان «النسوية الأمريكية» وتهدف للوصول إلى الشابات وطلاب الجامعات على وجه الخصوص.
تعترف النسويات من أجل الحياة بـ «الوقوف على أكثر من مائتي عام من التاريخ النسوي المؤيد للحياة»، واستمرارًا لجيل النسويات الأمريكيات في القرن التاسع عشر مثل سوزان بي وأنتوني وإليزابيث كادي ستانتون. تعرض هذا موقفهم هذا لتحدي النقاد الذين يشككون في استمرار وجهات نظر القرن التاسع عشر والقرن العشرين حول الإجهاض، بالإضافة إلى إسناد بعض الاقتباسات إلى أنتوني.